# Vimieiro (Arraiolos)
Vimieiro is een plaats (freguesia) in de Portugese gemeente Arraiolos en telt 1 600 inwoners (2001).